# Велк, Лоренс
Лоренс Велк (англ. Lawrence Welk, 11 марта 1903, Страсбург, Северная Дакота — 17 мая 1992[…], Санта-Моника, Калифорния) — американский аккордеонист, бэнд-лидер и телеведущий, который с 1951 по 1982 год вёл собственное телевизионное музыкальное варьете «Шоу Лоренса Велка».

## Биография
Велк родился в католической семье в деревне Страсбург, Северная Дакота. Его родители, Людвиг и Кристиана (урожденная Шван) Велк, были российскими немцами, эмигрировавшими из Одессы в США в 1893 году. Велк бросил школу после четвёртого класса, чтобы работать на семейной ферме. Вскоре он убедил отца купить ему аккордеон, за что обязался работать на ферме до 21 года, а все дополнительно заработанные деньги отдавать семье.
После наступления совершеннолетия он покинул семью, чтобы заняться музыкальной карьерой. В 1920-е годы он много выступал с различными коллективами, прежде чем сформировал свой оркестр. Под его руководством в Северной и Южной Дакоте выступали несколько биг-бендов, такие как «Hotsy Totsy Boys» и «Honolulu Fruit Gum Orchestra». В 1927 году он окончил музыкальную школу в Миннеаполисе, штат Миннесота, и в том же году у его оркестра появилось собственное ежедневное радиошоу, выходившее в эфир до 1936 года. Выступления на радио сделали его коллектив популярным и востребованным во многих городах Среднего Запада. С 1928 года биг-бенд Велка регулярно записывал свои музыкальные композиции на пластинки, сотрудничая со многими студиями звукозаписи, среди которых «Gennett Records», «Paramount Records» и «Mercury Records». В начале 1940-х его коллектив стал регулярно выступать в чикагском клубе «Trianon Ballroom», собирая по несколько тысяч зрителей.
В 1951 году Лоренс Велк поселился в Лос-Анджелесе, где в мае того же года запустил на местном телеканале собственное музыкальное варьете — «Шоу Лоренса Велка». Спустя четыре года его шоу стало транслироваться на национальном уровне каналом «ABC», а с 1971 до закрытия в 1982 году выпускалось как телевизионная синдикация. В шоу Велка состоялся дебют вокального коллектива «The Lennon Sisters», положивший начало их последующей карьере. При этом на протяжении всей своей карьеры Лоренс Велк так и не смог избавиться от своего немецкого акцента. Помимо музыкально карьеры у Велк было несколько бизнес-проектов — звукозаписывающая компания «Welk Music Group» и оператор по организации туров и таймшеров «Welk Resort Group».

## Личная жизнь
В 1930 году Лоренс Велк женился на Ферн Реннер (1903—2002), родившая ему двух дочерей и сына. На протяжении всей жизни Велк был набожным католиком, каждый день принимал причастие и состоял в благотворительном братском ордене. Он умер от пневмонии 17 мая 1992 года в возрасте 89 лет в своём доме в Санта-Монике в окружении семьи. Похоронен на кладбище Святого Креста в Калвер-Сити, Калифорния.

## Признание
В 1961 году Велк стал первым обладателем почётной награды «Theodore Roosevelt Rough Rider Award», присуждаемой штатом Северная Дакота прославившим свой штат северным дакотцам.
В 1994 году Велк был принят в Международный зал славы польки.
В 1996 году Велк занял 43 место в списке 50 величайших телезвёзд всех времён по версии американского еженедельника «TV Guide».
На Голливудской аллее славы у Лоренса Велка две звезды: за звукозапись по адресу 6613½ Hollywood Blvd и за телевидение по адресу 1601 Vine Street.
В комедийном шоу «Субботним вечером в прямом эфире» в середине 2000-х был повторяющийся скетч, в котором Велка изображал Фред Армисен.

## Синглы
| Год  | Сингл                                         | Позиция в чарах | Позиция в чарах | Позиция в чарах |
| Год  | Сингл                                         | US              | CB              | US — AC         |
| ---- | --------------------------------------------- | --------------- | --------------- | --------------- |
| 1938 | «Colorado Sunset»                             | 17              | —               | —               |
| 1938 | «Change Partners»                             | 13              | —               | —               |
| 1938 | «I Won’t Tell A Soul»                         | 8               | —               | —               |
| 1938 | «Two Sleepy People»                           | 13              | —               | —               |
| 1939 | «Annabelle»                                   | 10              | —               | —               |
| 1939 | «The Moon Is A Silver Dollar»                 | 7               | —               | —               |
| 1939 | «Bubbles In The Wine»                         | 13              | —               | —               |
| 1939 | «I’m Happy About The Whole Thing»             | 18              | —               | —               |
| 1941 | «Daddy’s Lullaby»                             | 21              | —               | —               |
| 1941 | «Maria Elena»                                 | 22              | —               | —               |
| 1941 | «Little Sleepy Head»                          | 21              | —               | —               |
| 1942 | «Dear Home In Holland»                        | 21              | —               | —               |
| 1944 | «Cleanin' My Rifle (And Dreamin' Of You)»     | 23              | —               | —               |
| 1944 | «I Wish That I Could Hide Inside This Letter» | 20              | —               | —               |
| 1944 | «Don’t Sweetheart Me»                         | 2               | —               | —               |
| 1944 | «Mairzy Doats»                                | 16              | —               | —               |
| 1944 | «Is My Baby Blue Tonight?»                    | 13              | —               | —               |
| 1945 | «Shame On You»                                | 13              | —               | —               |
| 1953 | «Oh Happy Day»                                | 5               | 3               | —               |
| 1955 | «Bonnie Blue Gal»                             | —               | 27              | —               |
| 1956 | «Moritat»                                     | 17              | —               | —               |
| 1956 | «The Poor People of Paris»                    | 17              | —               | —               |
| 1956 | «On the Street Where You Live»                | 96              | —               | —               |
| 1956 | «Weary Blues»                                 | 32              | 42              | —               |
| 1956 | «In the Alps»                                 | 63              | —               | —               |
| 1956 | «Tonight You Belong to Me»                    | 15              | 3               | —               |
| 1956 | «When the Lilacs Bloom Again»                 | 70              | 18              | —               |
| 1957 | «Cinco Robles»                                | —               | 29              | —               |
| 1957 | «Liechtensteiner Polka»                       | 48              | —               | —               |
| 1960 | «Last Date»                                   | 21              | 103             | —               |
| 1960 | «Calcutta»                                    | 1               | 1               | —               |
| 1961 | «Theme From 'My Three Sons'»                  | 55              | 28              | —               |
| 1961 | «Out Of A Clear Blue Sky»                     | —               | 128             | —               |
| 1961 | «Yellow Bird»                                 | 71              | —               | —               |
| 1961 | «Riders In The Sky»                           | 87              | 69              | —               |
| 1961 | «My Love For You»                             | —               | 141             | —               |
| 1961 | «A-One A-Two A-Cha Cha Cha»                   | 117             | 94              | —               |
| 1962 | «Runaway»                                     | 56              | 87              | —               |
| 1962 | «Baby Elephant Walk»                          | 48              | 84              | 10              |
| 1962 | «Theme From 'The Brothers Grimm'»             | —               | 130             | —               |
| 1962 | «Zero-Zero»                                   | 98              | 79              | —               |
| 1963 | «Scarlett O’Hara»                             | 89              | 100             | —               |
| 1963 | «Breakwater»                                  | 100             | 101             | —               |
| 1963 | «Blue Velvet»                                 | 103             | —               | —               |
| 1963 | «Fiesta»                                      | 106             | 111             | —               |
| 1964 | «Stockholm»                                   | 91              | 115             | —               |
| 1965 | «Apples and Bananas»                          | 75              | 88              | 17              |
| 1967 | «The Beat Goes On»                            | 104             | 94              | —               |
| 1968 | «Green Tambourine»                            | —               | —               | 27              |
| 1970 | «Southtown, U.S.A.»                           | —               | —               | 37              |